# 宋晓梧
宋晓梧（1947年12月—），河北邢台人，中华人民共和国官员。

## 生平
1969年参加工作，1978年加入中国共产党。硕士研究生学历，研究员。历任中国厂长（经理）工作研究会副秘书长、劳动部国际劳工研究所副所长、中国劳动科学院常务副院长、国家体改委分配和社会保障司司长兼国务院职工医疗保险制度改革领导小组办公室主任、宏观体制司司长、国务院体改办党组成员兼秘书长、机关党委书记、国家发展和改革委员会党组成员兼宏观经济研究院院长等职。其从1996年开始就提出要统筹企业和机关事业单位的养老金制度。2004年5月任国务院振兴东北地区等老工业基地领导小组办公室副主任（副部长级）。2008年6月任中国体制改革研究会副会长。
2008年，当选第十一届全国政协委员，代表特别邀请人士，分入第五十八组。并担任经济委员会专委。